# ブロッケス受難曲 (ヘンデル)
『ブロッケス受難曲』（ブロッケスじゅなんきょく、Brockes-Passion）HWV 48は、ゲオルク・フリードリヒ・ヘンデルが1710年代後半に作曲したドイツ語の受難オラトリオ。ヘンデルが作曲した唯一の受難曲である。
イギリスに移住した後、ヘンデルは主にイタリア語と英語のテクストに作曲した。ドイツ語の曲は大変めずらしい。
正式な題は『世の罪のために苦しみ死にたまいしイエス』(Der für die Sünde der Welt gemarterte und sterbende Jesus) という。

## 概要
『ブロッケス受難曲』のテクストはバルトルト・ハインリヒ・ブロッケスによって書かれた。受難曲は本来福音書の記述をそのままテクストとするが、ブロッケス受難曲では4つの福音書をひとつにまとめ、韻文に直している。このため記述の大枠は福音書と一致するが、本来の福音書の言葉がそのまま使われているわけではない。また人物として福音書に登場しない「シオンの娘」(Tochter Zion) と「信じる魂」(Gläubige Seele) がつけ加えられている。
『ブロッケス受難曲』は、最初ラインハルト・カイザーによって1712年に作曲された。ヘンデルはハンブルク時代にカイザーの強い影響を受けている。また、ヘンデルとは友人関係にあったテレマンは1716年に、ヨハン・マッテゾンは1718年に『ブロッケス受難曲』を作曲している。
ヘンデルの『ブロッケス受難曲』の自筆原稿は失われており、いつどのような事情で書かれたのか明らかでない。マッテゾンによると、ヘンデルはこの曲をイギリスで書き、スコアをドイツのマッテゾンのもとに郵送してきたという。1719年3月23日にハンブルクで上演された記録がある。
テレマンはヘンデル版の『ブロッケス受難曲』を1722年に演奏している。ヨハン・ゼバスティアン・バッハはアンナ・マクダレーナとともにこの曲を完全に筆写している（ベルリン州立図書館所蔵）。
ヘンデルの初期の曲の多くがそうであるように、『ブロッケス受難曲』の中の曲は後にヘンデルの他の作品に転用された。仮面劇『エステル』には『ブロッケス受難曲』の曲が転用され、後に同曲を改作してオラトリオ『エステル』を作ったときにも『ブロッケス受難曲』の曲が利用された。オラトリオ『デボラ』 にも転用された。